# Lucie Pflug
Lucie Pflug (* 24. Februar 1916 in Kunersdorf, Brandenburg; † 9. November 1993 in Berlin) war eine deutsche Partei- und Kulturfunktionärin der DDR. In ihren Funktionen war sie direkt mitverantwortlich für die Steuerung und Kontrolle von Literatur und Verlagswesen im Sinne der Parteidoktrin und der damit verbundenen staatlichen Zensur in der DDR.

## Leben
Pflug, Tochter eines Schmiedes, besuchte die Volksschule. Sie absolvierte von 1930 bis 1932 eine Lehre als Stenotypistin und war danach bis 1934 arbeitslos. Von 1934 bis 1943 war sie als  Redaktionssekretärin der Allgemeinen Automobil-Zeitung im Verlag Delius, Klasing & Co. in Berlin tätig. Von 1943 bis 1945 war sie Hausfrau. 
Bereits in frühester Jugend war sie sozialistisch orientiert und trat 1932 dem Kommunistischen Jugendverband Deutschlands bei. Nach der Machtergreifung der Nationalsozialisten leistete sie illegale politische Arbeit in Berlin. Nach Kriegsende 1945 wurde sie Mitglied der Kommunistischen Partei Deutschlands und mit der Zwangsvereinigung von SPD und KPD 1946 wurde sie Mitglied der Sozialistischen Einheitspartei Deutschlands (SED). 
Lucie Pflug war ab 1946 im Berliner Aufbau-Verlag als Redaktionssekretärin, Redakteurin und ab 1949 Chef vom Dienst bei der Wochenzeitung Sonntag tätig. Im Verlag war sie in den 1950er Jahren Vorsitzende der Betriebsgewerkschaftsleitung und von 1952 bis 1954 Sekretär der Betriebsparteiorganisation der SED. 
1952 nahm sie am ersten Weiterbildungslehrgang für Verlagskader an der Akademie für Staats- und Rechtswissenschaft in Potsdam-Babelsberg teil. 1954/55 besuchte sie nach Delegierung durch Walter Janka einen Lehrgang der Parteihochschule „Karl Marx“. 1955 wechselte sie in eine hauptamtliche Tätigkeit ins Zentralkomitee der SED und wurde 1956 Leiterin des Sektors Verlage beim ZK der SED. Hier spielte Lucie Pflug eine wesentliche Rolle bei der Ausrichtung der Literatur und des Verlags- und Buchwesens auf die Linie der Partei. „In ihrer zwanzigjährigen Tätigkeit als Sektorenleiter des ZK der SED erwarb sie sich bleibende Verdienste um die erfolgreiche Entwicklung des Verlagswesens und des Buchhandels in der DDR“ hieß es zu ihrem 60. Geburtstag im SED-Zentralorgan Neues Deutschland.
1978 trat sie in den Ruhestand. Bis 1988 arbeitete sie noch im Vorstand des Verlegerverbandes. Von 1983 bis 1990 war sie Sekretärin einer Wohnparteiorganisation der SED.